# William Titt
William Stephen Titt (ur. 8 lutego 1881 w Cork, zm. 5 kwietnia 1956 w Cardiff) – brytyjski gimnastyk pochodzenia irlandzkiego, medalista olimpijski.
W 1908 roku uczestniczył w rywalizacji na IV Letnich Igrzyskach Olimpijskich w Londynie. W wieloboju drużynowym zajął z drużyną ostatnie, ósme miejsce zdobywając 196 punktów.
Cztery lata później uczestniczył w rywalizacji na V Letnich Igrzyskach olimpijskich rozgrywanych w Sztokholmie w 1912 roku. Startował tam w jednej konkurencji gimnastycznej. W wieloboju drużynowym w systemie standardowym uzyskując z drużyną 36,90 punktu, zajął trzecie miejsce, przegrywając jedynie z drużyną włoską i węgierską.
Urodził się jako William LeBeau, lecz na igrzyskach startował z nazwiskiem swojego ojczyma. Po jego śmierci powrócił do pierwszego nazwiska.